# القانون البرتغالي

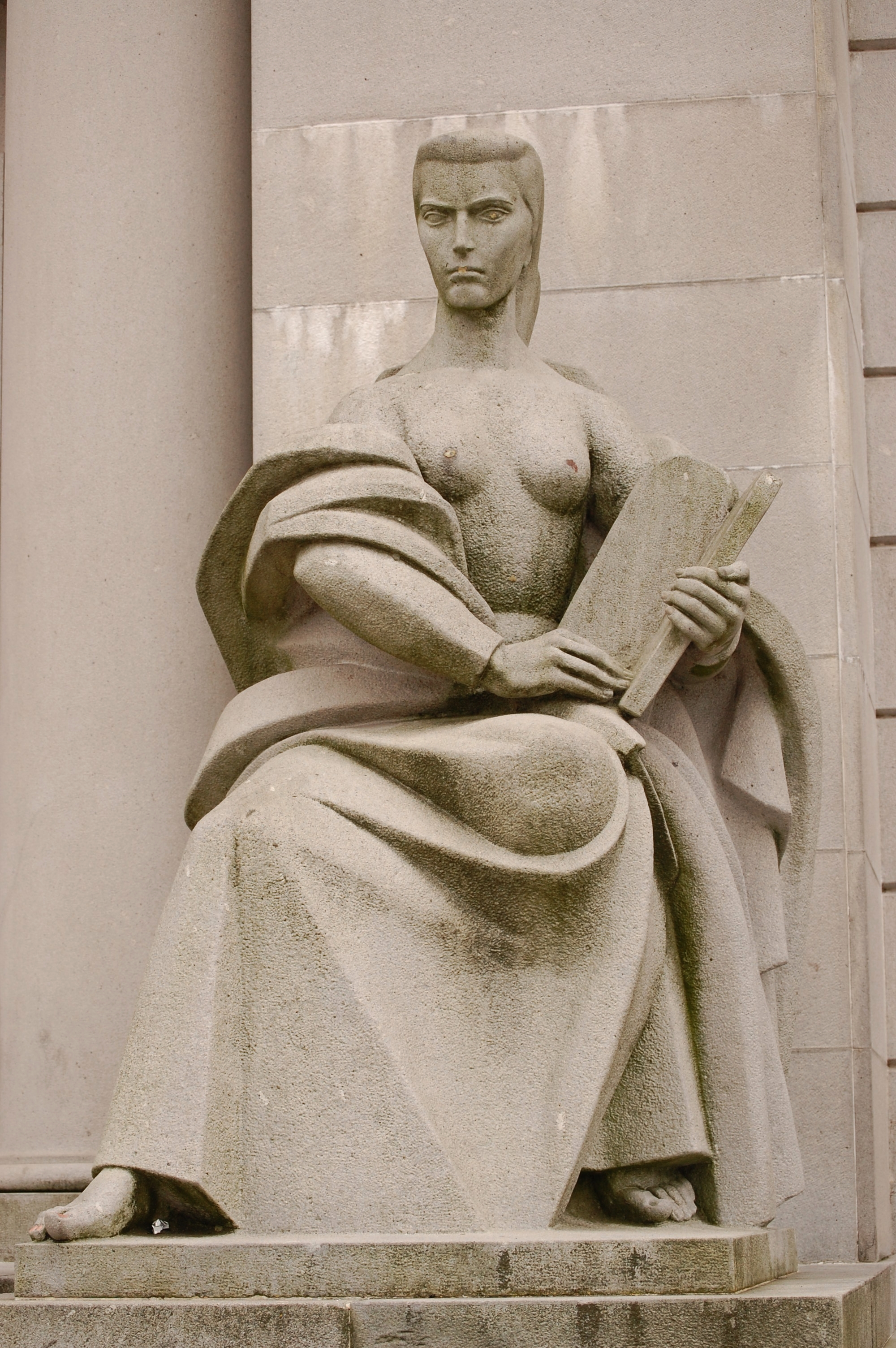

القانون البرتغالي عبارة عن نظام قانوني تطبقه البرتغال وهو جزء من النظام القانوني المدني متركزاً على القانون الروماني ذو ميزات عديدة متطابقاً مع الأنظمة القانونية الموجودة في العديد من دول قارة أوروبا. وفي القرن التاسع عشر كان القانون الفرنسي المدني المؤثر الرئيسي للقانون البرتغالي . ولكن في بدايات القرن العشرين كان التأثير الأقوى للقانون المدني الألماني . التنامي في التأثير الألماني كان بسبب العمل على تطوير النظام المدني وذلك على يد عالم النظريات القانونية في جامعة كويمبرا الذي اشرف عليه البروفيسور قيوليرمي ليقز موريرا وهو من أنشأ مؤسست المجتمع المدني الحازمة من عام 1906إلى 1916. ويعد حاليا قانون الأتحاد الأوربي الداعم الرئيسي للعديد من المجالات مثل: قانون الشركات، والقانون الإداري والإجراءات الأمنية.
القانون البرتغالي هو الأساس والذي يمكن أن يؤثر بقوة أو بحدة أقل على النظام القانوني في عدد من الدول البرتغالية والتي تتحدث مجتمعاتها باللفة البرتغالية وبعض المقاطعات التي كانت جزءاُ من الإمبراطورية البرتغالية، فتلك الأنظمة القانونية تشترك في العديد من الميزات التي أحيانا كفرع منفصل عن نطاق النظام القانوني المدني الشاسع.القانون البرتغالي الرئيسي يضم النظام الدستوري (1976, المعدل) والقانون المدني (1966, المعدل) وقانون العقوبات (1982, المعدل) وقانون العمل (2003, المعدل) ورمز المجتمعات التجارية (1986, المعدل) والرمز التجاري (1888,المعدل) والرمز الأداري (1945, المعدل) والذي كان ذو أهمية جما في الماضي ولكن قي الوقت الراهن أصبح مهملاً واستبدل بالتشريع الجديد.
التعليم والتدريب والبحث القانوني
تمتلك البرتغال كلا النوعين من المدارس القانونية البرتغالية كالعامة والخاصة. وتعتبر كلية القانون في جامعتة كويمبرا الاقدم حيث يعود تأسيسهما للقرن الثالث عشر.
وتعد هاتان الجامعتين لشبونة وكويمبرا الأفضل سمعة في وقتنا الحاضر وذلك بفضل الأعداد الهائلة والمتميزة والبارزة سواءا من الخريجين أو الأساتذة. ولدى كلية لشبونه هذه الشخصيات البارزة ألاَ وهم : مارسيلو كابتانو, مارسيلو ريبيلو دي سوزا, أنطونيو دي مينيزيس كورديرو، جورج مبراندا، أنطونيو فيتورينو، جوزيه مانويل باهوزو، أدريانو موريرا، وماريو سواريز. أما كلية كويمبرا فلديها : أنطونيو دي أوليفيرا سالازار، لورا ريو، ألميدا سانتوس. 
أما ذات السمعة الحسنة، مدرسة لشبونة للقانون في الجامعة الكاثوليكية البرتغالية، وذلك لتحقيقها التفوق في المنشورات الأكاديمية والمناهج التدريسية لأعضاء هيئة التدريس وأيضا مصرح لتواصل الخريجين . وهناك أيضا كلية القانون في جامعة نوفا ومدرسة القانون في مينهو الجديثتان والتي تزداد سمعتهما مع مرور الوقت. 
وفي عام 1990، زاد طلب الراغبين في الحصول على شهادة القانون في البرتغال، والذي أنتشر ذلك على مستوى الدولة سواءاً كان من خلال مؤسسات الجامعات العامة والخاصة. 
وفي عام 2010، قد قل القبول ومستويات النزاهة الأكاديمية متظمنة أيضاً المدارس القانونية المعروفة سابقاً بسمعتها وهيبتها الحسنة، والذي أعتبره مارينهو بينتو رئيس نقابة المحامين أن متوسط تدريس القانون في البرتغال قد أهين.